# 花のサンパチ組
花のサンパチ組（はなのさんぱちぐみ）は、1980年代後半から1990年代に活躍した、昭和38年（1963年）生まれの大相撲力士らのことを指す。彼らよりちょうど10年前に生まれた「花のニッパチ組」（昭和28年・1953年生まれ）に由来する。世代としてこれに続いたのは昭和48年（1973年）生まれではなく、横綱・貴乃花光司や大関・魁皇博之らをはじめとする昭和47年（1972年）前後の生まれで、昭和63年（1988年）3月場所初土俵の「花の六三組」と呼ばれる力士らであった。
- 双羽黒光司（第60代横綱、2019年に逝去）
- 北勝海信芳（第61代横綱、現在の年寄八角・日本相撲協会理事長）
- 小錦八十吉（最高位大関、現在はタレント）
- 寺尾常史（最高位関脇、2023年に逝去）
- 琴ヶ梅剛史（最高位関脇、現在は相撲料理店経営）
- 孝乃富士忠雄（最高位小結、元プロレスラーの安田忠夫）

らが該当する。ただし、寺尾は早生まれで学年は1つ上。
この中から双羽黒・北勝海・小錦の3人を抜き出して、「花のサンパチトリオ」と呼ぶ場合もある。ただし、上の世代の昭和の大横綱・千代の富士貢（昭和30年・1955年生まれ）が長い力士寿命を保ったため、「花のニッパチ組」のように角界を制するには至らなかった。